# Dương Ngọc Hải (giáo sư)
Dương Ngọc Hải là tiến sĩ khoa học, giáo sư người Việt Nam. Ông hiện là Phó chủ tịch Viện Hàn lâm Khoa học và Công nghệ Việt Nam, và là Giám đốc Học viện Khoa học và Công nghệ, thuộc Viện Hàn lâm Khoa học và Công nghệ Việt Nam. Ông còn là Chủ tịch Hội đồng chức danh giáo sư ngành Cơ học, Ủy viên Hội đồng Chức danh giáo sư nhà nước Việt Nam nhiệm kì 2014-2019.

## Tiểu sử
Ông làm chủ nhiệm bộ môn Thủy khí Công nghiệp và Môi trường, Khoa Cơ học Kỹ thuật và Tự động hóa, Trường Đại học Công nghệ, Đại học Quốc gia Hà Nội.

## Giáo dục
- 1979: thạc sĩ ngành Kĩ thuật cơ khí, Đại học Tổng hợp Quốc gia Moskva mang tên M.V. Lomonosov
- 1982: tiến sĩ, Đại học Tổng hợp Quốc gia Moskva mang tên M.V. Lomonosov
- 1990: tiến sĩ khoa học, Viện Hàn lâm Khoa học Nga
- 1996: thụ phong học hàm phó giáo sư
- 2003: thụ phong học hàm giáo sư
- Ngoại ngữ: tiếng Anh, tiếng Nga, tiếng Đức[5]